# Gold Against the Soul
Gold Against the Soul ist das zweite Musikalbum der walisischen Alternative-Rock-Band Manic Street Preachers. Es erschien am 21. Juni 1993.

## Hintergrund
Das Album markierte einen großen Unterschied zum Vorgänger Generation Terrorists, sowohl textlich als auch musikalisch. Die wütenden politischen Texte des Debüts wichen einem persönlicheren, nahezu poetischen Stil. Auch die Musik veränderte sich: der Hard Rock ihres 92er Albums wurde durch einen leicht massentauglicheren, dennoch sperrigen Alternative Rock ersetzt. Die CD enthält sowohl radiofreundliche Hymnen wie From Despair to Where oder La tristesse durera (Scream to a Sigh) (ein Lied über Vincent van Gogh) als auch düstere, unzugängliche Lieder wie Nostalgic Pushead oder Symphony of Tourette.
Sowohl die Band als auch viele Kritiker schätzen Gold Against the Soul als eines der schwächsten und unfokussiertesten Alben ihrer Karriere ein, bei Fans genießt es allerdings auf Grund der Texte von Richey James Edwards und der lauten Musik einen hohen Status, obwohl manche den Schritt gen Mainstream kritisieren.

## Titelliste
1. Sleepflower – 4:51
2. From Despair to Where – 3:34
3. La tristesse durera (Scream to a Sigh) – 4:13
4. Yourself – 4:11
5. Life Becoming a Landslide – 4:14
6. Drug Drug Druggy – 3:26
7. Roses in the Hospital – 5:02
8. Nostalgic Pushead – 4:14
9. Symphony of Tourette – 3:31
10. Gold Against the Soul – 5:34